# Granite City (Illinois)
Pour les articles homonymes, voir Granite (homonymie).
Granite City est une ville du comté de Madison, dans l'Illinois, aux États-Unis, dans la région métropolitaine du Grand Saint-Louis. La population est de 27 549 habitants au recensement de 2020 , ce qui en fait la troisième plus grande ville des régions du métro est et du sud de l'Illinois, derrière Belleville et O'Fallon. Officiellement fondée en 1896, Granite City est nommée par les frères Niedringhaus, William et Frederick, qui en font une ville sidérurgique pour la fabrication d'ustensiles de cuisine en granit.

## Histoire

### Premières structures
La région est colonisée bien avant la fondation officielle de Granite City. Au début du XIXe siècle, les colons commencent à cultiver les riches terres fertiles à l'est de Saint-Louis. Vers 1801, la région voit la création de Six Mile Settlement, une zone agricole qui occupait la zone de l'actuelle Granite City, six miles (10 km) de Saint-Louis. Peu de temps après, vers 1806, la route nationale devait être construite à travers la région, mais elle n'a jamais été achevée. En 1817, la région est devenue connue sous le nom de Six Mile Prairie, pour la distinguer du canton de Six Mile. En 1854, le premier chemin de fer est construit. En 1856, la zone connue sous le nom de Six Mile serait changée en Kinder.

### Articles en granit
Granite City est fondée en 1896 pour être une ville d'entreprise planifiée similaire à Pullman, par les frères immigrants allemands Frederick G. et William Niedringhaus pour leur usine de fournitures de cuisine en granit.
Depuis 1866, les frères exploitent la St. Louis Stamping Company, une entreprise de ferronnerie qui fabrique des ustensiles de cuisine à St. Louis, Missouri. Dans les années 1870, William découvre en Europe un procédé d'émaillage permettant d'enduire d'émail les ustensiles en métal pour les rendre plus légers et plus résistants à l'oxydation. À l'époque, la plupart des articles en émail n'ont généralement qu'une seule couleur, car l'ajout de n'importe quelle couleur au processus est inefficace. Le 1er juin 1878, William dépose une demande de brevet 207543 pour améliorer l'efficacité grâce à laquelle un motif pouvait être appliqué sur l'émail alors que l'émail est encore humide en plaçant simplement un mince morceau de papier avec un motif oxydé dessus. Le papier tombait dans le processus de séchage et le motif est incrusté. Le motif des frères fait ressembler les ustensiles au granit.
Frederick s'est présenté au Congrès du Missouri en 1888. Au cours de son seul mandat au 51e Congrès, il demande avec succès l'adoption d'un nouveau tarif de 50 % de la valeur sur le fer et l'étain importés.
Alors qu'ils prévoient l'aggrandissement de leur aciérie Bessemer, ils sont bloqués par la ville de Saint-Louis qui ne veut pas l'expansion. De plus, la Terminal Railroad Association of St. Louis prévoyait de taxer le charbon traversant le fleuve Mississippi vers le Missouri.

### Ville d'entreprise
En 1891, les frères achètent 14km² du magnat des affaires Lars Kovala. Ce terrain s'étend du fleuve Mississippi à travers les voies ferrées de Chicago, Burlington et Quincy pour leur nouvelle Granite City.
Avec l'aide de l'ingénieur de la ville de Saint-Louis, une grille de rues est aménagée avec des rues classées par ordre alphabétique et des rues numérotées, la seule exception étant l'avenue Niedringhaus.
La famille Niedringhaus exige que ses employés habitent la ville. Les maisons sont achetées avec des hypothèques Niedringhaus. Contrairement à Pullman, cependant, ils n'exerçaient pas de contrôle majeur sur la vie quotidienne de leurs employés et laissent le gouvernement de la ville aux résidents.
Les Afro-Américains ne sont pas autorisés dans la communauté et se rassemblaient plutôt à Brooklyn, dans l'Illinois.

### XXe siècle
Vers 1903, Granite City expulse ses résidents afro-américains. En 1967, le Congrès de l'égalité raciale allègue que Granite City est une sundown town. Le maire Donald Partney reconnait que la ville est généralement comprise comme ayant une ordonnance sur le coucher du soleil, mais nie qu'elle soit officielle.

### Années 2000
Depuis 2008, plusieurs grandes entreprises manufacturières opèrent dans la ville, notamment US Steel, Precoat Metals, Capri-Sun, Kraft Foods, Heidtman Steel, Prairie Farms et American Steel. Le détaillant de vêtements Glik's a également son siège social à Granite City. En juillet 2018, le président Donald Trump s'est rendu dans la ville pour prononcer un discours sur la croissance de l'industrie à l'usine US Steel.

## Géographie
Granite City est situé à 38°43′4″N 90°7′46″W / 38.71778°N 90.12944°W
, adjacent au canal Chain of Rocks sur le haut Mississippi, bordant le lac Horseshoe sur son côté sud-est. La ville est située dans une plaine large, plate et fertile. Bien qu'en danger lors de la grande inondation de 1993, la ville n'a jamais été inondée et est protégée par une série de digues le long du fleuve Mississippi et du canal Chain of Rocks.
Granite City est situé à quelques kilomètres de cinq autoroutes inter-États. L'Interstate 270 traverse la limite nord de la ville et les Interstates 255, 70, 55 et 64 passent toutes juste au sud et à l'est de la ville.
La route 3 est une artère principale le long de la bordure ouest de la ville et permet d'accéder au centre-ville de St. Louis à travers le pont McKinley récemment rénové.
Selon le recensement de 2010, la ville a une superficie totale de 53.6km², dont 50km² (ou 93,19 %) est terrestre et 3.6km² (ou 6,81%) est maritime.

## Démographie
Au recensement , de 2010, il y a 29 849 personnes, 12 214 ménages et 7 791 familles résidant dans la ville. La densité de population  est de 597,5 personnes par km 2. La composition ethnique de la ville est de 91,5 % de blancs, de 6,5 % de noirs ou d'afro-américains, de 1,0 % d'Indiens d'Amérique ou d'autochtones d'Alaska (amérindiens), de 0,8 % d'asiatiques, de 0,1 % d'insulaires du Pacifique, de 2,3 % d'autres ethnies et de 2,1 % de deux. ou plusieurs courses. Les hispaniques ou latinos représentent 5,0% de la population.
Le revenu médian d'un ménage de la ville en 2014  est de 43 759 $ et le revenu médian d'une famille de 57 596 $. Les hommes de plus de 16 ans ont un revenu médian de 46 390 $ contre 36 989 $ pour les femmes. Le revenu par habitant de la ville est de 22 397 $. Environ 14,8 %  des familles et 18,3 % de la population vivent en dessous du seuil de pauvreté, dont 27,7 %  des moins de 18 ans et 7,2 % des 65 ans ou plus.

## Personnes notables
- George Becker, dirigeant syndical américain et président des Métallurgistes unis
- John Bischoff, receveur de la Ligue majeure de baseball pour les White Sox de Chicago et les Red Sox de Boston
- Harry Boyles, lanceur de la Ligue majeure de baseball pour les White Sox de Chicago
- Glenn Bradford, homme politique et avocat de l'Illinois
- Robert Olen Butler, écrivain de fiction lauréat du prix Pulitzer
- Julie Curry, politicienne
- LJ Fort, secondeur des Steelers de Pittsburgh et des Ravens de Baltimore de la NFL
- Owen Friend, ancien joueur de deuxième but de la Ligue majeure de baseball pour les Browns de St. Louis, les Tigers de Detroit, les Indians de Cleveland, les Red Sox de Boston et les Cubs de Chicago
- Andrew Goodpaster, ancien commandant suprême allié de l'OTAN et général quatre étoiles de l'armée américaine
- Kevin Greene, ancien secondeur de la Ligue nationale de football
- Orville Hodge, homme politique
- Matt Hughes, ancien champion poids welter de l'UFC
- Charlie Jackson, voltigeur de la Ligue majeure de baseball pour les White Sox de Chicago et les Pirates de Pittsburgh
- Robbie Lawler, ancien champion Elite XC des poids moyens
- Carl Linhart, joueur de baseball
- Dal Maxvill, ancien arrêt-court de la MLB, vainqueur du Gant d'or et directeur général des Cardinals
- Ruben Mendoza, footballeur, double olympien américain, double membre de l'équipe américaine de la Coupe du monde
- Andy Phillip, Temple de la renommée du basket-ball
- Jason Robertson, militant du sida dont la famille est forcée de quitter la ville en raison du harcèlement et de l'intimidation locaux
- Kenneth Shaw, éducateur
- Ralph T. Smith, ancien sénateur
- Stephen Trittschuh, défenseur de la Major League Soccer (MISL, APSL, MLS), membre de l'équipe nationale masculine de football des États-Unis
- Anna M. Valencia, greffière de la ville de Chicago
- Whip Wilson, acteur de westerns
- Carl Lutz, diplomate suisse en poste à Budapest pendant la Seconde Guerre mondiale, a sauvé environ 60 000 Juifs grâce à la délivrance de laissez-passer. Il a été reconnu comme Juste parmi les Nations.
- Carolyn S. Griner, ingénieure astronautique américaine de la NASA.